# Rites of Spring (album)
Rites of Spring is het debuut- en enige studioalbum van de Amerikaanse posthardcoreband Rites of Spring. Het album werd opgenomen in februari 1985 en nog dat jaar uitgebracht op Dischord Records. De productie lag in handen van Michael Hampton en Ian MacKaye.

## Ontvangst
Het album belandde op diverse lijsten van beste emo- of posthardcorealbums. Kurt Cobain nam het album op in zijn top 50 van beste albums. Pitchfork plaatste het album op #96 in hun Top 100 Albums of the 1980s. Verder belandde de band met het album op de lijst van "40 Greatest One-Album Wonders" van het muziektijdschrift Rolling Stone. Jack Rabid van AllMusic liet zich positief uit over het album maar vond dat de zang verbeterpunten heeft: "They've got the chops and dynamics down, although they will also need a little improvement over these tuneless, semi-screaming vocals."

## Nummers
Alle muziek en teksten zijn geschreven door Rites of Spring. 
| Nr. | Titel              | Duur |
| --- | ------------------ | ---- |
| 1.  | Spring             | 2:09 |
| 2.  | Deeper than inside | 2:17 |
| 3.  | For want of        | 3:09 |
| 4.  | Hains Point        | 2:08 |
| 5.  | All there is       | 2:54 |
| 6.  | Drink deep         | 4:54 |
| 7.  | Theme              | 2:19 |
| 8.  | By design          | 2:38 |
| 9.  | Remainder          | 2:30 |
| 10. | Persistent vision  | 2:21 |
| 11. | Nudes              | 2:48 |
| 12. | End on end         | 7:23 |

## Personeel

### Bezetting
- Guy Picciotto (zang, gitaar)
- Eddie Janney (gitaar)
- Mike Fellows (bas)
- Brendan Canty (drummer) (drums)
- Ian MacKaye (achtergrondzang)

### Productie
- Ian MacKaye (productie)
- Michael Hampton (productie)